# إبراهيم المنصوري (مقرئ)
إبراهيم المنصوري، هو أحد قراء القرآن الكريم في مصر و العالم العربي و الإسلامي.

## حياته
ولد في قرية البصراط في مركز المنزلة بمحافظة الدقهلية في يوم 20 فبراير 1921، و في سن الحادية عشر أتم حفظ كتاب الله، ثم تنقل من بين محافظات (في الزقازيق ودمياط والإسكندرية) حيث التحق في ثلاث معاهد أزهرية و حصل على الشهادة العالمية من الأزهر الشريف عام 1940، ظل الشيخ بالاسكندرية عدة أعوام، يُِحيِيِِ الليالي القرآنية هناك حتى ذاع صيته هناك و أصبح مُلَقَّب بـ (قارئ الإسكندرية الأول).

## الإلتحاق بالإذاعة المصرية و التليفزيون
عام 1962 اجتاز الشيخ رحمه الله مسابقة التليفزيون العربي لاختيار قراء جدد، و كان رحمه الله دائماً يبدأ بتلاوة أيات القرآن الكريم عبر الشاشة الصغيرة بالتليفزيون.
و التحق الشيخ بالإذاعة المصرية، بعد أن نجح في اختبار القراء فأصبح من قراء الإذاعة المصرية.
و عين قارئاً للسورة بمسجد سيدي جابر بالأسكندرية ثم لمسجد محمد علي بالقاهرة ثم لمسجد الرحمة بشارع صبري أبو علم بالقاهرة، ثم لمسجد صلاح الدين بمنطقة منيل الروضة.

## البلاد التي قرأ بها القرآن
ذاع صيت الشيخ في العالم كله فسافر الى البلاد العربية و الاسلامية مثل (ماليزيا و أفغانستان و الهند و سيرلانكا و تايلاند و السعودية و سوريا و العراق).
كما كان الشيخ سفيرا للأزهر الشريف بين الجاليات الاسلامية في القارة الأمريكية و في بلاد أوروبا و في كندا.

## وفاته
توفي الشيخ رحمه الله في عام 1986م